# Giovanni Pietro Bellori

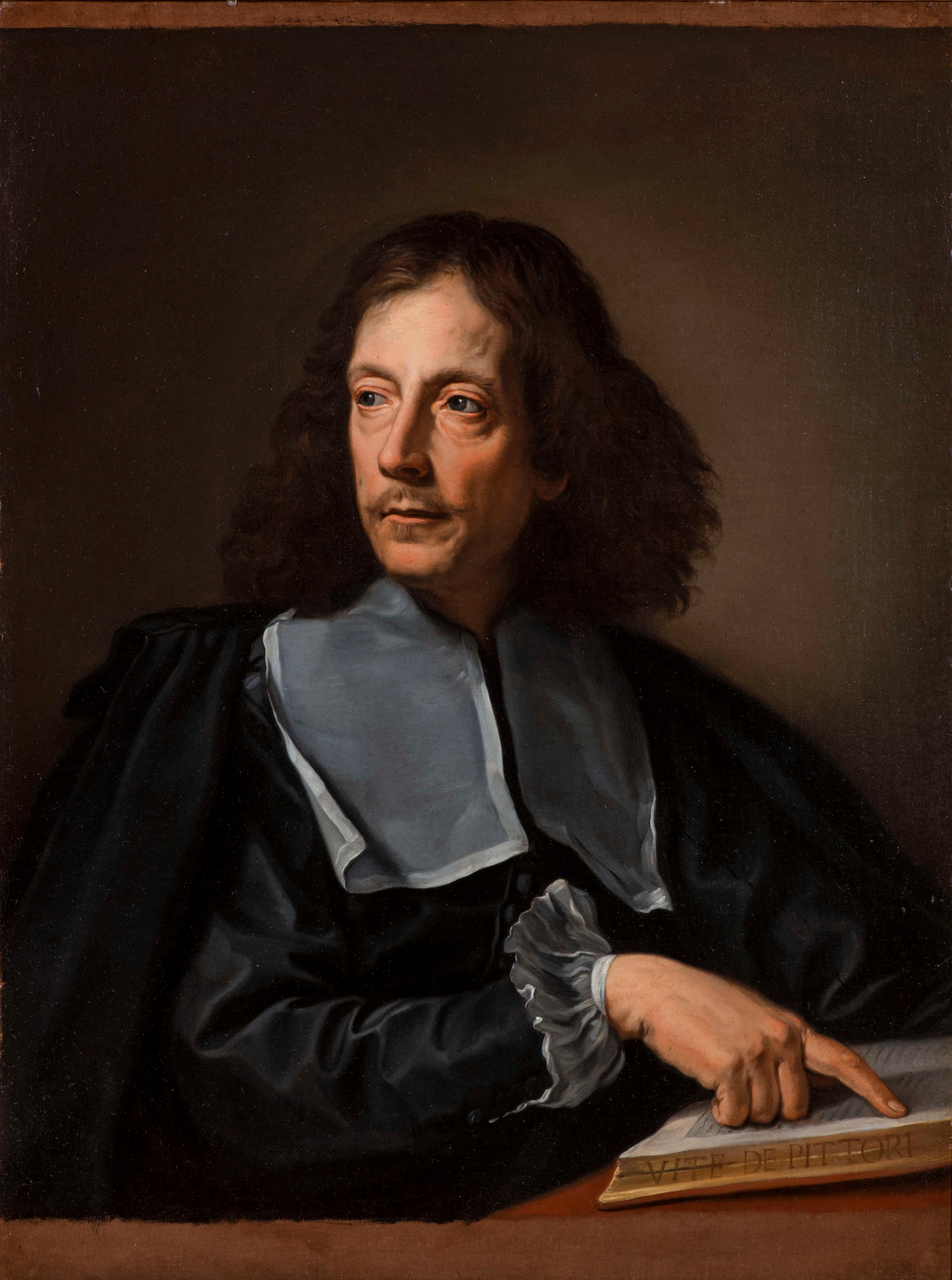
Giovanni Pietro Bellori (Gemälde von Carlo Maratta)

Giovanni Pietro Bellori (* 15. Januar 1613 in Rom; † 19. Februar 1696 ebenda) war ein italienischer Antiquar, Bibliothekar, Kunst- und Antikensammler, Kunsttheoretiker und Kunsthistoriker.

## Leben und Werk
Wohl seit 1632 war Bellori Assistent des Sammlers und Schriftstellers Francesco Angeloni (1587–1652), mit dem er über zwanzig Jahre eng verbunden war und der ihn gleichsam an Sohnes statt angenommen hat. Angeloni hat ihn als Universalerben eingesetzt, aber seine Verwandten hatten mit einer Anfechtung teilweise Erfolg, weshalb Bellori nur das Haus erhielt, die Sammlung aber verschleudert wurde. Wahrscheinlich hat er bei Domenichino Malerei studiert. Zeitgenossen wie Giuseppe Ghezzi (1634–1721) betrachteten ihn als Maler. 1652 wurde er erstmals Sekretär der Accademia di San Luca und mehrmals wiedergewählt, 1670 wurde er von Clemens X. zum Oberaufseher der Antiken in Rom ernannt (Commissario delle Antichità), 1694 trat er aus Gesundheitsgründen von diesem Amt zurück. Um 1680 wurde er Bibliothekar der Königin Christina von Schweden, für die er bereits früher tätig gewesen war.
Von Bellori ist nur eine eigenhändig handsignierte Zeichnung erhalten, ein kleines Landschaftsbild in der Sammlung Scherzo dei paesi des Giuseppe Canini. Er arbeitete als Berater von Künstlern. So entwarf er für das Deckenfresko Allegorie der Clementia im Palazzo Altieri in Rom, das von seinem Freund, dem Maler Carlo Maratta ausgeführt wurde, das Bildprogramm.
Bellori war einer der ersten Kunsttheoretiker, der nicht selbst überwiegend Künstler war.
Sein Buch über das Leben zeitgenössischer Künstler, in dem er unter anderem über Nicolas Poussin, Annibale Carracci, Peter Paul Rubens und Michelangelo Merisi da Caravaggio schreibt, ist eine ergiebige und wichtige Quelle für die Kunst des 17. Jahrhunderts in Rom. 1693 veröffentlichte er ein Buch über römische Antiken, das noch heute als Quelle für die römische Archäologie genutzt wird.
Bellori war ein Verfechter des Klassizismus in der Kunst, dessen Prinzipien er in den Werken von Carracci, von Carlo Maratta und vor allem in den Bildern Poussins verwirklicht sah. In den Werken manieristischer Künstler sah er eine bedauerliche Fehlentwicklung der Kunst. Ebenso wenig Verständnis hatte er für Caravaggio, dessen Werk mit seinen bewussten Verstößen gegen Decorum und überkommene formale Regeln, er aufs heftigste ablehnte.

## Kunsttheorie
Nach Bellori ist die Arbeit eines Künstlers in erster Linie geistige Arbeit, und er kämpfte mit allen Mittel des Schriftstellers für eine Aufwertung des Künstlerberufs. Wie Vasari wies er dem Entwurf, dem disegno, eine herausragende Rolle zu, da sie den künstlerischen Prozess in allen Phasen begleitet. Zentraler Begriff seiner Kunsttheorie ist die Idee des Schönen. Der Künstler gewinnt die Idee aus der Anschauung der Natur, wobei Anschauung – im Sinne Poussins – nicht das einfache Sehen als natürlichen Vorgang meint, sondern ein Akt und eine Leistung des Verstandes ist. Sein Idee-Begriff leitet sich ab aus platonischen und aristotelischen Vorstellungen. Vorbildlich für ihn waren antike Künstler, wie sie durch die Schilderung Plinius’ überliefert sind, allen voran der Maler Zeuxis. Zeuxis Arbeitsweise steht hier beispielhaft für einen Künstler, der aus der Natur die schönsten Elemente auswählt, um daraus das Ideal einer vollkommenen Schönheit zu komponieren. Vom Künstler fordert Bellori einen „mittleren Ausgleich zwischen Natur-Nachahmung und Natur-Überwindung“ (Erwin Panofsky).
Bellori steht im Gegensatz zu einer manieristischen Kunsttheorie, wie sie durch Giovanni Paolo Lomazzo und Federico Zuccaro vertreten wird, für die die künstlerische Idee göttlichen Ursprungs ist.
Belloris Kunsttheorie war von erheblichen Einfluss auf Johann Joachim Winckelmann und auf die Akademie in Frankreich.

## Auszeichnungen
- 1689: Ehrenmitglied der Académie royale de peinture et de sculpture in Paris

## Schriften (Auswahl)
- Scelta de madaglioni piu rari nella bibliotheca del... principe Gasparo Carpegna. 1672.
- Le vite de’ pittori, scultori et architetti moderni. Success. al Mascardi, Rom 1672 (Digitalisat); 1728 (Digitalisat der Universitätsbibliothek Heidelberg: urn:nbn:de:bsz:16-diglit-113660); 1821; Anastatica, Rom 1931 (Faksimile).
  - The lives of the modern painters, sculptors, and architects. A new translation and critical edition. Cambridge University Press, Cambridge 2005, ISBN 0-521-78187-6, (books.google.de).
- Veterum illustrium philosophorum poetarum rhetorum et oratorum imagines. Rom 1685 (Digitalisat der Universitätsbibliothek Wien (eBooks on Demand): Teil 1; Teil 2, Teil 3).
- Veteres arcvs avgvstorvm trivmphis insignes. Rom 1690 (Digitalisat der Universitätsbibliothek Heidelberg).
- Admiranda Romanorum antiquitatum ac veteris sculpturae vestigia. 1693.
- Descrizzione delle imagini dipinte da Rafaelle d’Urbino nelle Camere del Palazzo apostolico Vaticano. Komarek, Rom 1695 (Digitalisat).